# Luigi Russolo
Luigi Russolo (Portogruaro, 1885. április 30. – Certo di Laveno, 1947. február 4.) olasz származású polihisztor, az egyik legérdekesebb 20. századi avantgárd zeneszerző, festő, a futurizmus képviselője és hangszertervező.

## Élete
Édesapja a szülővárosa templomának orgonistája volt. Fivérei zenét tanultak, ő festészetet. A család 1901-ben Milánóba települt. Képzőművészként kezdte pályáját, így került kapcsolatba 1909-ben a Marinetti vezette mozgalommal. A futuristák Luigi Russolo vezetésével 1913. március 11-én megjelentették kiáltványukat L'arte dei rumori ('A zajok művészete') címmel. Egy évvel később ugyanezzel az elnevezéssel Modenában megszervezték első zenei zaj-koncertjüket, amelyen akusztikus zajkeltő eszközöket használtak, ezeknek különböző fantázianeveket adtak, úgymint üvöltő, hurrogó. 
Az első világháborúban önkéntesként harcolt. 1917 végén egy sebesülés kényszerítette hosszú időre ágyba.
1921-ben Párizsban három koncerten mutatta be műveit és hangszereit. Ekkor keltette fel Igor Stravinsky, Maurice Ravel és más avantgárd művészek figyelmét. 
1922-ben mutatta be rumorarmoni nevű harmóniumváltozatát. Más hangszertalálmányait is szabadalmaztatta.
A fasizmus elől 1927-ben a francia fővárosba menekült. Itt tartotta utolsó hangversenyét 1929-ben. 1931-ben Spanyolországba költözött, ahol az okkult filozófiát tanulmányozta. 1933-ban visszatért Olaszországba. 1941–42-ben még egy festői korszaka volt, amikor a realizmushoz tért vissza.
Luigi Russolo írását gyakran emlegetik az ipari filozófia első példájának a modern zenében.
Szerzeményei elvesztek vagy lappanganak.

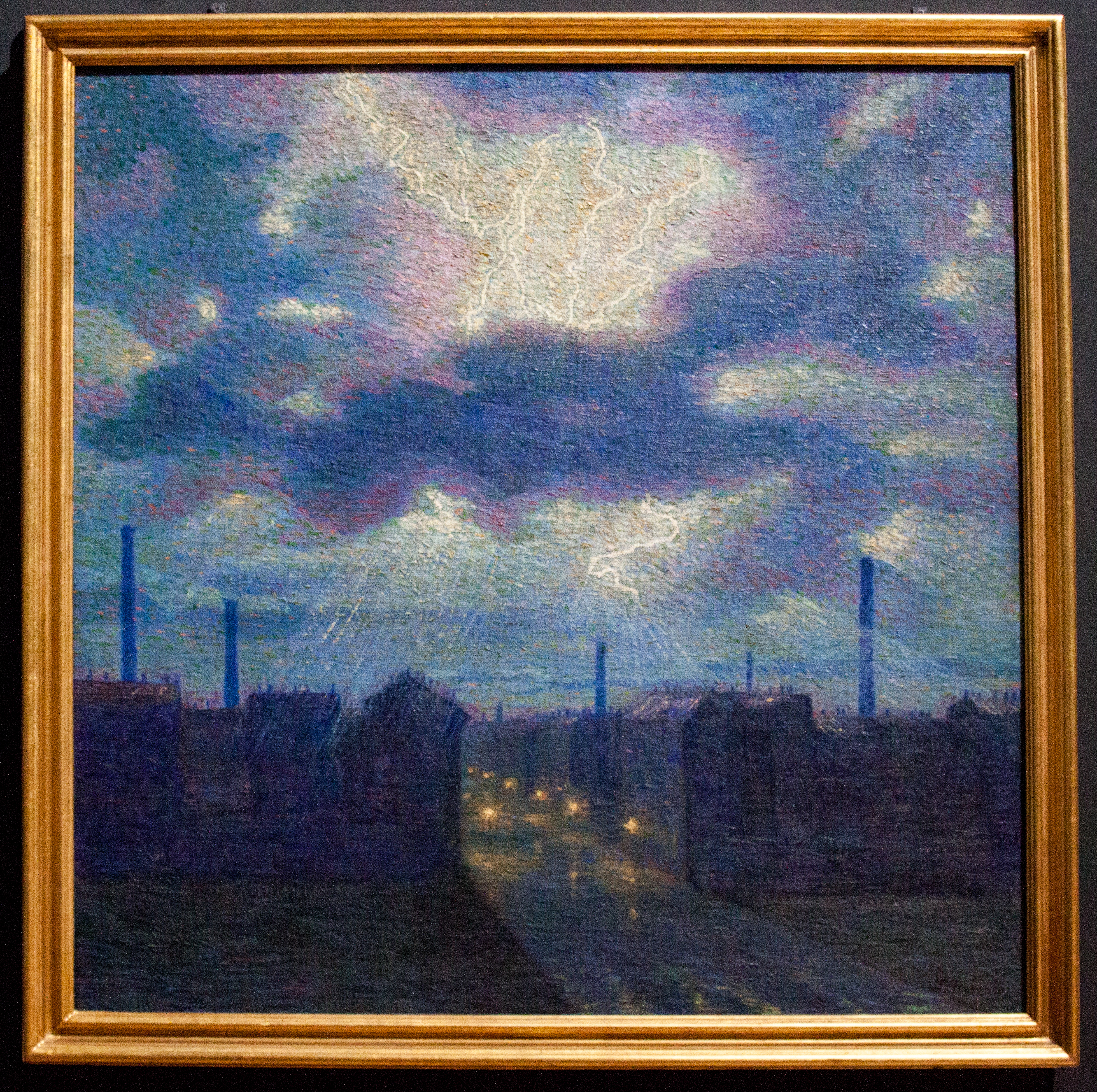
Lámpák, 1910
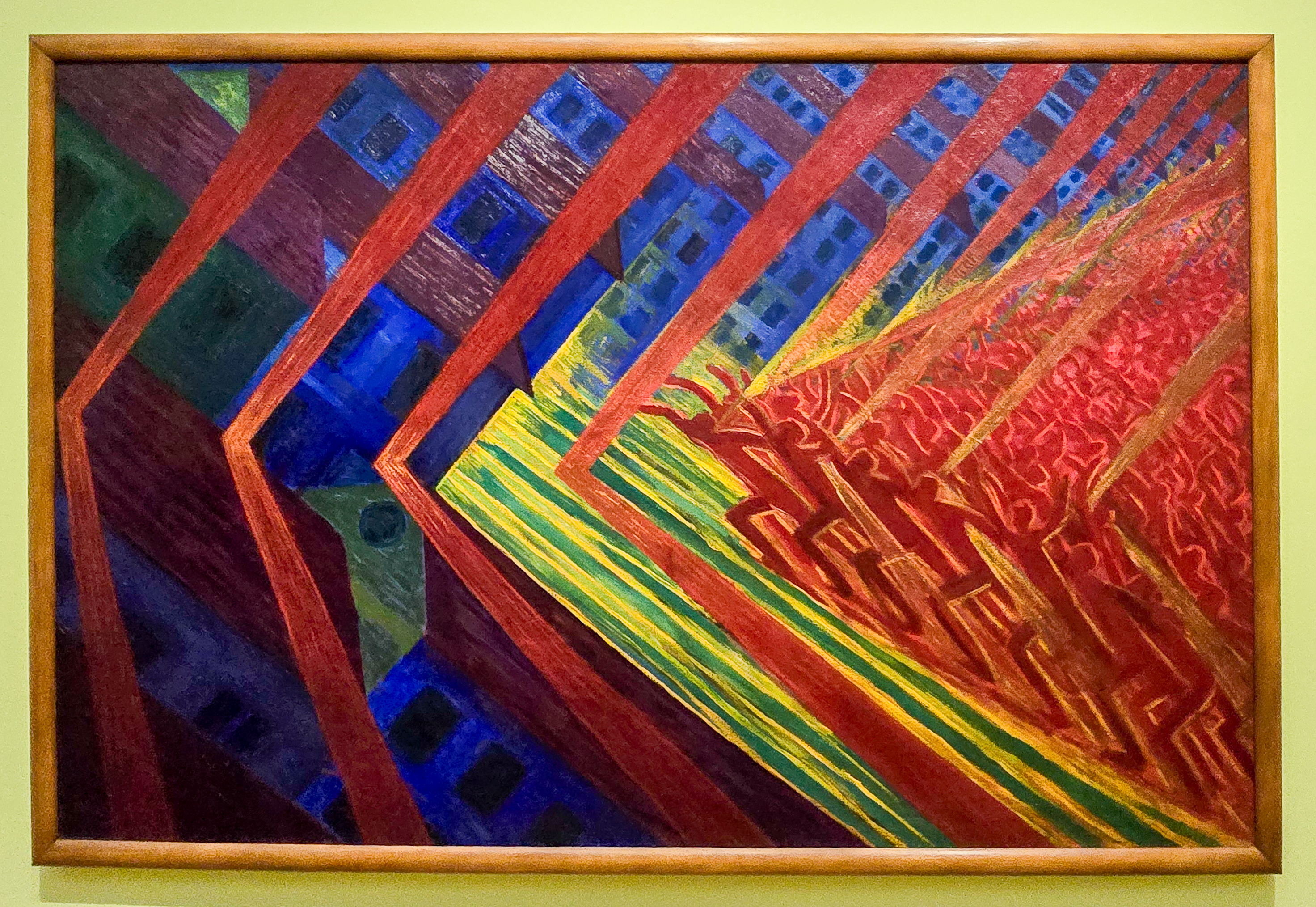
A lázadás, 1911
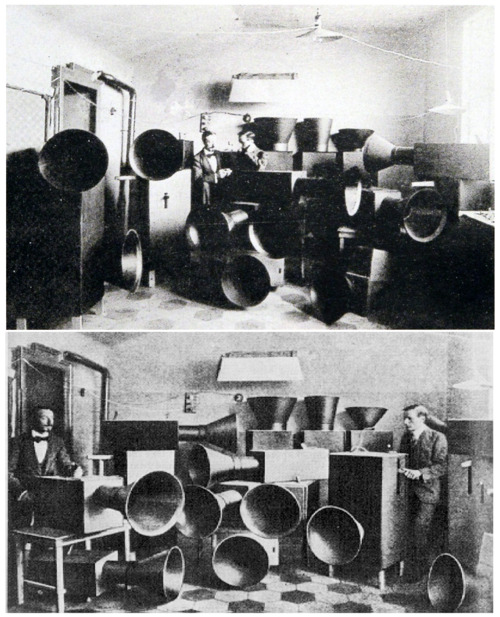
Luigi Russolo intonarumori nevű hangszercsoportjával (1913)

## Írásai
- L'arte dei rumori (1913)
- Al di là della materia (1938, metafizikai írása)

[[File: